# 99 Herculis
99 Herculis, som är stjärnans Flamsteed-beteckning, är en dubbelstjärna i den mellersta delen av stjärnbilden Herkules, som också har Bayer-beteckningen b Herculis. Den har en kombinerad skenbar magnitud på ca 5,07 och är svagt synlig för blotta ögat där ljusföroreningar ej förekommer. Baserat på parallaxmätning inom Hipparcosuppdraget på ca 64 mas, beräknas den befinna sig på ett avstånd på ca 51 ljusår (ca 16 parsek) från solen. Den rör sig bort från solen med en heliocentrisk radialhastighet på ca –1,7 km/s.

## Egenskaper
Primärstjärnan 99 Herculis A är en gul till vit stjärna i huvudserien av spektralklass F7 V. Den har en massa som är ca 95 procent av solmassan, en radie som är ca 1,1 solradier och utsänder ca 2 gånger mera energi än solen från dess fotosfär vid en effektiv temperatur på ca 5 900 K. Den är en metallfattig stjärna som har genomsnittlig mängd av element andra än väte eller helium, som är lika med 60 procent av de i solen.
Dubbelstjärnan upptäcktes 1859 av den engelska astronomen W R Dawes. De två ingående stjärnorna kretsar runt ett gemensamt masscentrum, eller barycenter, med en period av 56,3 år och en excentricitet på 0,766. Halva storxeln för deras bana sträcker sig över en vinkel på 1,06 bågsekunder, vilket motsvarar en fysisk separation på 16,5 AE. Deras banplan lutar med ca 39° mot siktlinjen från jorden. Bilder från Herschel Space Observatory visar att en stoftskiva kretsar kring barycentret med en genomsnittlig radie på 120 AE.
Följeslagaren av magnitud 8,45, 99 Herculis B, är en stjärna i huvudserien av spektralklass K4 V. Med 46 procent av solens massa och 74 procent av solens radie lyser med endast 14 procentav solens ljusstyrka.